# Saint-Étienne-de-Lugdarès
Saint-Étienne-de-Lugdarès je naselje in občina v jugovzhodnem francoskem departmaju Ardèche regije Rona-Alpe. Leta 1999 je naselje imelo 458 prebivalcev.

## Geografija
Kraj se nahaja v pokrajini Languedoc v neposredni bližini meje s sosednjima regijama Auvergne in Languedoc-Roussillon, 80 km zahodno od središča departmaja Privas.

## Uprava
Saint-Étienne-de-Lugdarès je sedež istoimenskega kantona, v katerega so poleg njegove vključene še občine Borne, Cellier-du-Luc, Laval-d'Aurelle, Laveyrune, Le Plagnal, Saint-Alban-en-Montagne in Saint-Laurent-les-Bains s 1.079 prebivalci. 
Kanton je sestavni del okrožja Largentière.